# Alexis & Fido
Alexis & Fido es un dúo del ritmo musical reguetón formado en 2003, muy cercanos amigos de Brian Atomic y José Chicote. Fueron nominados a dos premios Grammy durante 2008 en la categoría de Mejor canción urbana y Mejor álbum urbano con temas como la Celiannys, Jorge el matón, Corina la Malona, y Conoto mi energía. Ambos artistas comenzaron en la segunda mitad de los años 1990 pero en diferentes grupos, Alexis con Boricua Selecta, mientras que Fido en 3 To The Mic.

## Biografía
Alexis (Raúl Alexis Ortíz) nació el 5 de agosto de 1979. Empezó a cantar reguetón con el grupo Boricua Selecta en 1996, junto con otros amigos del sector. Amigo cercano del cantante Wisin, colaboró en la composición de varios de sus temas en su primera fase como solista y aparece en uno de los temas «El jinete». Es hermano de "Small" (de Los Yetzons) y "Anthony".
Fido (Joel Martínez) nació el 13 de agosto de 1978. Inició en la música desde temprana edad. Fido fue amigo y vecino de Yandel desde niño, su primera etapa estaba ligada también a la producción de temas, produciendo parte del disco Barrio fino de Daddy Yankee, Quién contra mí de Yandel, El sobreviviente de Wisin.

## Carrera musical

### 2003-2005: Inicios y primeros álbumes
Aparecieron como dúo por primera vez en el álbum Blin, Blin (2003) en las canciones «Gata Racing», «Desafío» (2003), «Da' Music» (2004), entre otros. Según Fido, contó que él y Yandel fueron amigos cercanos en la adolescencia y se ayudaron mutuamente a poner en marcha sus carreras. Asimismo, Alexis estaba cerca de Wisin y también le ayudó con su carrera. Con el tiempo se formaron los dos dúos, Alexis & Fido y Wisin & Yandel, y se fueron por caminos separados. Alexis & Fido participaron en el álbum en solitario de Yandel «Quién contra mí», en el álbum en solitario de Wisin «El Sobreviviente».[cita requerida]
En menos de cuatro años, lanzaron tres álbumes y han contribuido en muchas pistas, lo cual demostró su reputación como principales contendientes en el género. Aunque han estado llevando a cabo reguetón desde sus años de adolescencia, no fue hasta 2005 que explotó en la estratósfera internacional. Su álbum debut  The Pitbulls contó con los sencillos «El Tiburón» y «Eso Eh....» y colaboraciones de Tony Sunshine y el dúo Zion & Lennox. El álbum alcanzó el puesto número 2 en el Billboard Top Heatseekers y la cartelera Latin Rhythm y en el puesto número 1 en la tabla de Top Latin Albums, hasta conseguir un disco de oro al alcanzar las 200 000 copias vendidas en todo el mundo. Su sencillo debut, «¡Eso, ehh!» de 2005, se mantuvo en el Top 10 de Hot Latin Songs de Billboard durante diez semanas consecutivas y, además, apareció en un episodio de la aclamada serie de televisión Entourage.[cita requerida]

### 2006-2009:Sobrenatural y Down To Earth
En 2006, aprovechando el impulso de su álbum debut, estrenaron su segundo álbum Los reyes del perreo, un álbum de grandes éxitos que incluyó cinco canciones nuevas. Un año más tarde, regresaron con un sonido e imagen aún más fuerte. Antes del lanzamiento de su segundo álbum de estudio Sobrenatural, aparecieron en el drama centralizado en el reguetón, «Feel the Noise», producido por Jennifer López y protagonizado por los cantantes de R&B Omarion, Melonie Díaz y Rosa Arredondo.[cita requerida]
Cómo dúo han sido invitados a actuar junto con varios cantantes de disco de platino como Camila en los Premios Billboard Latino 2008 y se unió a Toby Love en el escenario en los Premios 2008 Premios Juventud. También fueron nominados a dos Premios Grammy Latinos, en la categoría de Mejor Canción de Música Urbana por «Soy igual que tú», y en el Mejor Álbum de Música Urbana con «Sobrenatural». En octubre de 2008, se asoció con Sony Puerto Rico para una campaña única dirigida a los estudiantes de secundaria, se pidió a los concursantes presentar una obra gráfica original inspirada en los populares reproductores Walkman. En Puerto Rico, se unieron a la campaña «Vota o Quédate Callao», fomentando la gente joven a votar a través de anuncios de servicio público. En ese mismo año, AT&T los escogió para protagonizar su campaña nacional llamada «Lejos pero cerca» junto a la actriz Roselyn Sánchez y el famoso jugador de baloncesto Carlos Arroyo.
En 2009, con el próximo lanzamiento de Down to Earth, afirmaron ofrecer más mensajes positivos. El álbum contó con canciones como «Gatúbela», «Superhéroe» y el sencillo airplay «Ojos que no ven».

### 2010-2017:Perreología y La esencia
En noviembre de 2010, Alexis & Fido estaban planeando lanzar su nuevo disco, Perreología, destacado por la cantidad de colaboraciones inesperadas, entre ellos Daddy Yankee, Cosculluela y Eddie Ávila.  Fue lanzado a la venta el 22 de marzo de 2011, con un total de 14 canciones, 8 de ellas colaboraciones con colegas de su género.
En 2013 Alexis & Fido presentaron el vídeo musical de «Rompe la cintura», que formó parte de su álbum La esencia. Su nuevo álbum fue publicado el 4 de marzo de 2014 a través de Wild Dogz y Warner Music Latina. En los Premios Grammy Latinos de 2014, el álbum recibió una nominación a Mejor Álbum de Música Urbana, como también en los Premio Lo Nuestro por Álbum Urbano del Año. Un relanzamiento en noviembre fue publicado, titulado La Esencia [World Edition], con nuevas canciones como «A ti te encanta» y varias remezclas, con apariciones de Arcángel & De la Ghetto, Gotay y Maluma.

### 2018-presente:La escuela
En 2018, hicieron un junte con Maite Perroni para cantar «Como yo te quiero» y con Nacho en la canción «Reggaeton ton».
En mayo de 2020 lanzan su sexto álbum de estudio, titulado La escuela. La producción incluye colaboraciones con artistas como Don Omar, Justin Quiles, Baby Rasta y Gringo, Nacho, Jon Z, Cásper Mágico, Nio García, entre otros.

## Integrantes

### Raúl Ortiz
Nació el 5 de agosto de 1979. Debutó en 1997 como integrante de Boricua Selecta con el nombre Baby Ranking, el grupo estaba conformado por Baby Ranking, Tical (nombre que usaba Wisin cuando formaba parte de este grupo), Small (el cual fue integrante de Los Yetsons) y Selfo, con los que aparecieron por primera vez en la producción Da' Bomb del productor DJ Goldy en 1997 con la canción «Salgo y mato otra vez», en 1998, apareció en la producción Reggae Shock 3 del productor DJ Raymond con la canción «Solamente» y en la producción Puerto Rico's Most Wanted del productor DJ Thilo con la canción «Boricua Jungle», en donde el cantante hizo su última aparición como parte de este grupo, por lo que en 1999, el grupo apareció por última vez en la producción Apocalipsis Boricua con la canción «Acción», en donde no apareció ni Baby Ranking, ni Selfo.
Durante este lapso, estuvo envuelto en varios trabajos, ya que la música no le daba el suficiente dinero para continuar sus sueños musicales, por lo que decidió abandonar la música y seguir con otras cosas. No fue hasta 2002 cuando se contactó con sus viejos amigos Wisin & Yandel, los cuales lo introdujeron nuevamente en la música, incorporándolo en la producción Grayskull 2: No Es Facil con la canción «Manos arriba!».

### Joel Martínez
Nació el 13 de agosto de 1978. Debutó en 1996 como integrante de 3 To The Mic con el nombre Fido Dido, el grupo estaba conformado por Fido Dido, Niko Yandel (nombre que usaba Yandel cuando formaba parte de este grupo) y Eazy Boom, con los que aparecieron por primera vez en la producción Oly Street Mafia '96 del productor DJ Josian en 1996 con la canción «Ya llegó» y en ese mismo año, aparecieron en la producción Little Boys From The Underground 3 con la canción «La melaza»  así como también en la producción Carolina Live Concert con la canción «Champion», pero en 1997, aparecieron por última vez en la producción Da' Bomb del productor DJ Goldy con la canción «Baila mi reggae», en donde solamente aparecieron Yandel y Fido, por lo que Eazy Boom abandonó el grupo anteriormente a esta canción, pero luego de dicho tema Fido optó por la misma opción y abandonó el grupo, dejando a Yandel, el cual comenzaría su carrera musical con su compañero Wisin en 1998 formando el dúo Wisin & Yandel.
Durante este lapso de tiempo, también estuvo envuelto en varios trabajos, ya que la música no le daba el suficiente dinero para continuar sus sueños musicales, por lo que también decidió abandonar la música y seguir con otras cosas, por lo que no fue hasta 2002 donde se contactó con sus viejos amigos Wisin & Yandel, los cuales lo introdujeron nuevamente en la música, incorporándolo en la producción Grayskull 2: No Es Fácil con la canción «Ahora es que es», en donde curiosamente Alexis hace los coros.

## Discografía

### Álbumes de estudio
- 2005: The Pitbulls
- 2007: Sobrenatural
- 2009: Down To Earth
- 2011: Perreología
- 2014: La esencia
- 2020: La escuela

### EP
- 2021: Barrio canino: parte 1
- 2022: Barrio canino: parte 2

Álbumes recopilatorios
- 2006: Los reyes del perreo
- 2012:  Piden perreo: Los más duros
- 2014:  Historia del Duo Vol.1
- 2018:  Los Reyes